# 치리키문둥이박쥐
치리키문둥이박쥐(Eptesicus chiriquinus)는 애기박쥐과에 속하는 문둥이박쥐의 일종이다. 넓은 분포 지역과 빠른 속도로 개체수가 감소할 것으로 보이지 않기 때문에 IUCN 적색 목록에서 관심대상종으로 등재했다. 그러나 잘 알려져 있지 않고, 희귀한 종으로 추정하고 있다. 최악의 위협 요인은 서식지 전환이며, 보호 지역 안에 존재하는 것으로 알려져 있다.
치리키문둥이박쥐는 코스타리카와 파나마, 콜롬비아, 에콰도르, 페루, 베네수엘라, 가이아나, 프랑스령 기아나 그리고 아마조니아 레갈 지역이다. 모식 산지는 해발 고도 400m의 치리키 주 보케테이다. 식충성 동물이며, 숲-의존성 동물로 보인다. 습윤 서식지와 산지 열대 숲 또는 상록수 숲을 좋아한다.
작은검은문둥이박쥐와 브라질갈색박쥐와 다른 종으로 간주하고 있다. IUCN 적색 목록은 치리키문둥이박쥐와 함께 몬토수스(Eptesicus montosus)를 포함하고 있다.

## 같이 보기
- 작은검은문둥이박쥐
- 브라질갈색박쥐